# أصغر علي إنجينير
أصغر علي إنجينير (10 آذار 1939 - 14 أيار 2013 م) هو كاتبٌ إصلاحيٌّ هنديٌّ وناشطٌ اجتماعيٌّ. عُرف عالميًا بعمله في مجال اللاهوت التحريري في الإسلام، وقاد حركة البهرة الداودية التقدمية. ركّز عمله على الطائفية والعنف الطائفي والعرقي في الهند وجنوب آسيا. كان من دعاة السلام واللاعنف، وألقى محاضراتٍ في جميع أنحاء العالم حول الانسجام الطائفي.
شغل إنجينير أيضًا منصب رئيس المعهد الهندي للدراسات الإسلامية في مومباي، ومركز دراسة المجتمع والعلمانية (CSSS)، وكلاهما أسسهما في عامي 1980 و1993 م على التوالي.. كما قدم مساهمات إلى موقع الخلاف حول الله (بالإنجليزية: The God Contention)، وهو موقع إلكتروني يقارن ويقابل بين وجهات النظر العالمية المختلفة. صدرت السيرة الذاتية للمهندس بعنوان إيمان حي: سعيتي لتحقيق السلام والوئام والتغيير الاجتماعي (بالإنجليزية: A Living Faith: My Quest for Peace, Harmony and Social Change) في نيودلهي في 20 تموز 2011، وقد كتبها حامد أنصاري، نائب رئيس الهند آنذاك.

## المعتقدات حول حقوق المرأة
كتب إنجينير أن "النساء لا يتمتعن بالمكانة التي منحها لهن القرآن في المجتمع الإسلامي اليوم". كان إنجنير يعتقد أنه في هذا العصر يجب أن تكون النساء مساويات للرجال.
لقد استوعبت النساء خضوعهن للرجل باعتباره المعيل. ومنذ ذلك الحين، أصبحت النساء واعيات تمامًا لوضعهن الجديد.
كان إنجينير يؤمن بوجوب معاملة المرأة على قدم المساواة مع الرجل، وقال إن من يؤيد نظامًا ظالمًا أو يصمت أمام الظلم الفادح ليس من المتدينين. وكان عدم مساواة المرأة على رأس قائمة أولوياته من المظالم. ومع ذلك، قال النقاد إن تفسيراته للقرآن لم تكن قوية بما يكفي لحث الناس على تغيير معتقداتهم حول مكانة المرأة في الإسلام. ورأى سيكاند أن رأي إنجينير كان مبنيًا على تفسيره للقرآن ورؤيته للقرن الحادي والعشرين، وليس على التفسيرات الموجودة في القرآن الآن. "إن فهمه للإسلام يتشكل بشكل لا يمحى من خلال اهتمامه بالعدالة الاجتماعية والوئام بين الطوائف، بالطبع."

## الجوائز
حصل على العديد من الجوائز خلال حياته، بما في ذلك جائزة دالميا للتناغم المجتمعي في عام 1990، ودكتوراه فخرية في الآداب من جامعة كلكتا في عام 1993 م، وجائزة التناغم المجتمعي في عام 1997 م وجائزة سبل العيش الصحيحة في عام 2004 (مع سوامي أجنيفش) "لالتزامه القوي بتعزيز قيم التعايش والتسامح".

## بعض الأعمال
1. أصل الإسلام وتطوره: مقالة في نموه الاجتماعي والاقتصادي (Origin and Development of Islam: An Essay on Its Socio-Economic Growth)، تأليف: أصغر علي إنجنير (Asghar Ali Engineer). نشرته: South Asia Books، عام 1980. رقم الكتاب الدولي: ISBN 0-8364-0590-0.
2. الدولة الإسلامية (The Islamic State). نشرته: Vikas، عام 1980. رقم الكتاب الدولي: ISBN 0-7069-1086-9.
3. التصوف والوئام الطائفي (Sufism and Communal Harmony).
4. الإسلام وصلته بعصرنا (Islam and Its Relevance to Our Age). نشره: معهد الدراسات الإسلامية (Institute of Islamic Studies)، عام 1984.
5. حول تطوير نظرية الشغب الطائفي (On Developing Theory of Communal Riots). نشره: معهد الدراسات الإسلامية، 1984.
6. الإسلام والثورة (Islam and Revolution). نشرته: Ajanta Publications، عام 1984.
7. الإسلام والمسلمون: إعادة تقييم نقدي (Islam and Muslims: A Critical Reassessment). نشرته: Printwell Publishers، عام 1985.
8. الإسلام في جنوب وجنوب شرق آسيا (Islam in South and South-east Asia). نشرته: Ajanta Publications، عام 1985. رقم الكتاب الدولي: ISBN 81-202-0152-3.
9. المسلمون الهنود: دراسة لمشكلات الأقلية في الهند (Indian Muslims: A Study of Minority Problems in India). نشرته: Ajanta Publications (India)، عام 1985.
10. الطائفية في الهند (Communalism in India)، تأليف: أصغري علي إنجنير، موين شاكر (Moin Shakir). نشرته: Ajanta Publications (India)، عام 1985. رقم الكتاب الدولي: ISBN 81-202-0153-1.
11. دور الأقليات في كفاح الاستقلال (The Role of Minorities in Freedom Struggle). معهد الدراسات الإسلامية (بومباي، الهند). نشرته: Ajanta Publications، عام 1986.
12. الصراع العرقي في جنوب آسيا (Ethnic Conflict in South Asia). نشرته: Ajanta Publications، عام 1987.
13. مكانة المرأة في الإسلام (Status of Women in Islam). نشرته: Ajanta Publications (India)، عام 1987. رقم الكتاب الدولي: ISBN 81-202-0190-6.
14. جدل شاه بانو (The Shah Bano Controversy). نشرته: Orient Longman، عام 1987. رقم الكتاب الدولي: ISBN 0-86131-701-7.
15. الجاليات المسلمة في كجرات: دراسة استطلاعية للبهرة والخوجة والميمون (The Muslim Communities of Gujarat: An Exploratory Study of Bohras, Khojas, and Memons). نشرته: Ajanta Publications، عام 1989. رقم الكتاب الدولي: ISBN 81-202-0220-1.
16. الدين والتحرر (Religion and Liberation). نشرته: Ajanta Publications (India)، عام 1989. رقم الكتاب الدولي: ISBN 81-202-0264-3.
17. الطائفية والعنف الطائفي في الهند: منهج تحليلي للصراع الهندوسي-المسلم (Communalism and Communal Violence in India: An Analytical Approach to Hindu-Muslim Conflict). نشرته: Ajanta Publications (India)، عام 1989.
18. الشغب الطائفي في الهند بعد الاستقلال (Communal Riots in Post-independence India). نشرته: Orient Blackswan، عام 1991. رقم الكتاب الدولي: ISBN 81-7370-102-4.
19. التاج العلماني المشتعل: قضية كشمير (Secular Crown on Fire: The Kashmir Problem). نشرته: Ajanta Publications، عام 1991. رقم الكتاب الدولي: ISBN 81-202-0311-9.
20. جدل لجنة ماندال (Mandal Commission Controversy). نشرته: Ajanta Publications، عام 1991. رقم الكتاب الدولي: ISBN 81-202-0312-7.
21. حقوق المرأة في الإسلام (Rights of Women in Islam). نشرته: Sterling Publishers، عام 1992.
22. تطييف السياسة وانتخابات لوك سابها العاشرة (Communalisation of Politics and 10th Lok Sabha Elections)، تأليف: أصغري علي إنجنير، براديب نايك (Pradeep Nayak). نشرته: Ajanta Publications، عام 1993.
23. البهرة (The Bohras). نشرته: South Asia Books، عام 1994. رقم الكتاب الدولي: ISBN 0-7069-7345-3.
24. مسلمو كيرالا: منظور تاريخي (Kerala Muslims: A Historical Perspective). نشرته: Ajanta Publications، عام 1995.
25. رفع الحجاب: العنف الطائفي والوئام الطائفي في الهند المعاصرة (Lifting the Veil: Communal Violence and Communal Harmony in Contemporary India). نشرته: Sangam Books، عام 1995. رقم الكتاب الدولي: ISBN 81-7370-040-0.
26. مشكلات المرأة المسلمة في الهند (Problems of Muslim Women in India). نشره: معهد الدراسات الإسلامية، عام 1995.
27. إعادة التفكير في قضايا الإسلام (Rethinking Issues in Islam). نشرته: Sangam Books Limited، عام 1998. رقم الكتاب الدولي: ISBN 0-86311-768-6.
28. القوميات المتنافسة في جنوب آسيا: مقالات مهداة إلى أصغر علي إنجنير (Competing Nationalisms in South Asia: Essays for Asghar Ali Engineer)، تحرير: بول ر. براس (Paul R. Brass)، أشين فاناك (Achin Vanaik)، وأصغري علي إنجنير. نشرته: Orient Blackswan، عام 2002. رقم الكتاب الدولي: ISBN 81-250-2221-X.
29. الإسلام في الهند: أثر الحضارات (Islam in India: The Impact of Civilizations). نشرته: Shipra Publications، عام 2002. رقم الكتاب الدولي: ISBN 81-7541-115-5.
30. مجزرة كجرات (The Gujarat Carnage). نشرته: Orient Longman، عام 2003. رقم الكتاب الدولي: ISBN 978-81-250-2496-5.
31. القرآن، والمرأة، والمجتمع الحديث (The Qur'an, Women, and Modern Society). نشرته: New Dawn Press Group، عام 2005. رقم الكتاب الدولي: ISBN 1-932705-42-2.
32. الدولة في الإسلام: طبيعتها ومجالها (The State in Islam: Nature and Scope). نشرته: Hope India Publications، عام 2006. رقم الكتاب الدولي: ISBN 81-7871-102-8.
33. الإسلام في العالم المعاصر (Islam in Contemporary World). نشرته: Sterling Publishers، عام 2007. رقم الكتاب الدولي: ISBN 1-932705-69-4.
34. الإسلام في العالم ما بعد الحداثة (Islam in Post-Modern World). نشرته: Hope India Publications، عام 2009.

## قراءة إضافية
- الإسلام في الديمقراطية
- مقالات الدكتور أصغر علي للمهندس جامعة روتجرز
- التعليم المدرسي بين الحقيقة والوهم - أخبار TCN

## روابط خارجية
- مقالات المهندس أصغر علي
- حائز على جائزة رايت ليفليهود
- أصغر علي المهندس: عالم ذو رسالة
- مقالات الدكتور المهندس عن الإسلام في موقع "الخلاف حول الله"